# Robert Capa
Robert Capa, pseudonimo di Endre Ernö Friedmann (Budapest, 22 ottobre 1913 – provincia di Thai Binh, 25 maggio 1954), è stato un fotografo ungherese naturalizzato statunitense.
I suoi reportage rendono testimonianza di cinque diversi conflitti bellici: la guerra civile spagnola (1936-1939), la seconda guerra sino-giapponese (che seguì nel 1938), la seconda guerra mondiale (1941-1945), la guerra arabo-israeliana (1948) e la prima guerra d'Indocina (1954).
Capa documentò inoltre lo svolgersi della seconda guerra mondiale a Londra, nel Nordafrica ed in Italia, ed in particolare lo sbarco in Normandia dell'esercito alleato e la liberazione di Parigi. Il fratello minore di Capa, Cornell, è stato anch'egli un fotografo.
È stato il compagno della fotografa Gerda Taro.

## Biografia
(John Steinbeck in occasione della pubblicazione commemorativa di alcune foto di Capa)
Nasce in Ungheria da una famiglia ebrea proprietaria di una avviata casa di moda. Capa è un bambino vitale e rissoso che in famiglia viene soprannominato "Cápa", squalo in ungherese. Ha appena diciassette anni quando viene arrestato per le sue simpatie comuniste; appena liberato abbandona la terra natale alla volta di Berlino. Là s'iscrive all'università alla facoltà di scienze politiche, sognando di diventare giornalista. Per mantenersi trova un impiego presso uno studio fotografico, cosa che lo avvicina al mondo della fotografia. Inizia a collaborare con l'agenzia fotogiornalistica Dephot sotto l'influenza di Simon Guttmann. Autodidatta, nel 1932 è a Copenaghen, dove Lev Trockij tiene una conferenza. Nonostante il divieto di fare fotografie, elude la sorveglianza e realizza alcuni scatti. È il suo primo servizio pubblicato.
A causa dell'avvento del nazismo, Capa nel 1933 lascia Berlino per Vienna, per poi, l'anno successivo, partire alla volta di Parigi. Ma in Francia incontra difficoltà nel trovare lavoro come fotografo freelance. Al caffè A Capoulade, nel Quartiere Latino, nel settembre 1934 fa la conoscenza di Gerda Taro, una studentessa tedesca di origine galiziana, anch'essa fotografa autodidatta. Robert e Gerda stabiliscono un solido rapporto sentimentale e professionale.
 
A Parigi Capa conosce anche David Seymour (nato Szymin), che a sua volta lo presenterà ad Henri Cartier-Bresson, tutti giovani fotografi di origini sociali e geografiche diverse, ma legati dal linguaggio dell'immagine. Il suo primo servizio importante è quello del maggio 1936 che documenta le manifestazioni per l'ascesa al potere del Fronte Popolare; una sua foto diventa la copertina della rivista Vu ("Visto" in italiano).
Nell'agosto del 1936 Gerda riesce a procurargli un accredito stampa per documentare la guerra civile spagnola ed assieme prendono un aereo per Barcellona. Qui, un po' per sfida, un po' per opportunità, i due inventano il personaggio di “Robert Capa”, un fantomatico fotografo statunitense giunto a Parigi per lavorare in Europa. Lo pseudonimo viene scelto per il suono più familiare all'estero e per l'assonanza con il nome del popolare regista italoamericano Frank Capra. Grazie a questo espediente la coppia moltiplica le proprie commesse e guadagna parecchi soldi. All'inizio, in effetti, il marchio "Capa-Taro" fu usato indistintamente da entrambi i fotografi. Successivamente, Endre Friedmann tenne lo pseudonimo Robert Capa per sé.
Il 26 luglio 1937 Gerda muore tragicamente a Brunete, nei pressi di Madrid, travolta da un carro armato repubblicano. L'anno dopo Robert pubblica un libro in omaggio alla sua amata, Death in making, che contiene anche le fotografie, scattate da entrambi, della guerra in Spagna.

## La foto del miliziano colpito a morte
Capa divenne famoso in tutto il mondo per una foto scattata nel 1936 a Cordova in cui ritrae un soldato dell'esercito repubblicano, con addosso una camicia bianca, ripreso nell'attimo in cui appare colpito a morte da un proiettile sparato dai franchisti. Quest'immagine è tra le più famose fotografie di guerra mai scattate. Fu pubblicata per la prima volta sulla rivista francese Vu il 23 settembre del 1936, poi su Regards il mese dopo. Ma solo quando apparve sulla rivista americana Life (12 luglio 1937), l'immagine si diffuse in tutto il mondo.
La foto è stata al centro di una lunga diatriba in merito alla sua presunta non autenticità.
Contro l'autenticità
In base al lavoro svolto dallo storico della fotografia Ando Gilardi, che ha analizzato, nei primi anni '70, i negativi originali di Capa, il quotidiano di Barcellona "El Periodico de Catalunya" avrebbe accertato che la celebre foto fu scattata nei pressi di Cordova, in Andalusia, nel villaggio di Espejo, e non nella località di Cerro Muriano, come affermato da Robert Capa. Il quotidiano, inoltre, precisa che le due località si trovano a 50 km di distanza, con il decisivo particolare che ad Espejo, nei giorni in cui venne scattata la foto, non si sarebbe svolto alcun combattimento tra i miliziani repubblicani e le forze fasciste agli ordini di Francisco Franco. La foto di Capa sarebbe stata scattata ai primi di settembre del 1936, quando Espejo era ancora nelle mani delle forze repubblicane, mentre una battaglia era invece in corso a Cerro Muriano. Solo a fine settembre si registrò qualche scontro isolato ad Espejo, peraltro senza vittime.
A metà degli anni '90 si diffuse, poi, la notizia che il miliziano ritratto da Capa fosse un anarchico, tale Federico Borrell García, il quale sarebbe morto effettivamente in combattimento, ma non in campo aperto come nella celebre foto, bensì dietro un albero. A sostegno della tesi dell'inautenticità è anche un libro dello studioso José Manuel Susperregui, Sombras de la fotografia (Ombre della fotografia), in cui si afferma che l'immagine sarebbe stata scattata con una Rolleiflex appartenuta a Gerda Taro, mentre Capa in quel periodo fotografava probabilmente con una Leica ed in seguito con una Contax. I negativi prodotti da questi due apparecchi non sono compatibili con la Rolleiflex, apparecchio medio formato che impiega una pellicola in formato 120/220 su cui imprime immagini quadrate di dimensioni 56×56 mm (formato detto anche 6x6). Leica e Contax sono invece apparecchi piccolo formato che impiegano una pellicola in formato 35mm su cui imprimono immagini rettangolari di dimensioni 24x36mm e rapporto altezza/base pari a 2:3. Ancora a sostegno di questa tesi, esistono anche video che sarebbero frutto di ricerche digitali e geo-morfologiche, effettuate per un documentario tedesco sulla figura di Capa.
Di per sé, l'eventuale inautenticità della foto nulla toglie al valore storico che essa ha acquisito come simbolo dei soldati lealisti morti durante la guerra civile spagnola.
A favore dell'autenticità
A favore dell'autenticità vi sono d'altro canto lunghe ricerche storiche condotte dal biografo di Capa, Richard Whelan. Il miliziano sarebbe, in effetti, l'unico morto quel giorno, Federico Borrell Garcia - morto effettivamente a Cerro Muriano, nei pressi di Cordova, nel 1936 - e la notizia sarebbe registrata negli archivi ufficiali. A sgombrare definitivamente il campo da questa lunga diatriba, nel 2013 il Centro Internazionale di Fotografia ha scoperto e diffuso un'intervista radiofonica, risalente all'ottobre del 1947, in cui Robert Capa spiega esattamente cos'è successo. "Ho scattato la foto in Andalusia - racconta - mentre ero in trincea con 20 soldati repubblicani, avevano in mano dei vecchi fucili e morivano ogni minuto". La foto è stata scattata mentre i soldati con cui viaggiava correvano ad ondate verso una mitragliatrice fascista per abbatterla. Al terzo o quarto tentativo di assalto dei miliziani "ho messo la macchina fotografica sopra la mia testa - continua nell'intervista - e senza guardare ho fotografato un soldato mentre si spostava sopra la trincea, questo è tutto. Non ho sviluppato subito le foto, le ho spedite assieme a tante altre. Sono stato in Spagna per tre mesi e al mio ritorno ero un fotografo famoso, perché la macchina fotografica che avevo sopra la mia testa aveva catturato un uomo nel momento in cui gli sparavano. Si diceva che fosse la miglior foto che avessi mai scattato, ed io non l'avevo nemmeno inquadrata nel mirino perché avevo la macchina fotografica sopra la testa". A chi poneva domande su quella foto, Capa rispondeva: "Per scattare foto in Spagna non servono trucchi, non occorre mettere in posa. Le immagini sono lì, basta scattarle. La miglior foto, la miglior propaganda, è la verità."
La mostra di fotografie di Robert Capa e Gerda Taro che s'è tenuta alla Fondazione Forma di Milano dal 28 marzo al 21 giugno 2009 ha presentato ulteriore materiale a sostegno dell'autenticità della foto.
Molte delle foto di Capa della Guerra civile spagnola furono, per molti decenni, ritenute perdute, ma riemersero a Città del Messico alla fine degli anni 1990. Mentre fuggiva dall'Europa nel 1939, Capa aveva perso la raccolta, che nel tempo fu soprannominata la "valigia messicana". La proprietà della raccolta fu trasferita alla Capa Estate e nel dicembre 2007 passò all'International Center of Photography, il museo fondato dal fratello minore di Capa, Cornell, a Manhattan.Nel 2024 è ormai chiaro che il materiale fotografico della "valigia messicana" è da attribuirsi a Gerda Taro.

## La Seconda guerra mondiale
Allo scoppio del secondo conflitto mondiale Capa si trova a New York, dove si è recato in cerca di lavoro ed in fuga dalle persecuzioni anti-ebraiche; la guerra lo trova assegnato in diversi teatri dello scenario bellico. Inizialmente fotografa per il Collier's Weekly, per poi passare a Life, per la quale pubblicherà immagini che ritraevano la diciottenne partigiana Simone Segouin durante la liberazione di Parigi.
Oltre alle immagini, Robert Capa ci ha lasciato le sue memorie in un diario pubblicato nel 1947 con il titolo Slightly out of focus (tradotto ed edito in Italia da Contrasto nel 2002 con il titolo Leggermente fuori fuoco). Nel suo diario, Capa, fotoreporter al seguito dell'esercito americano, riporta gli avvenimenti cruenti ai quali assiste, racconta le fatiche di un'esperienza avventurosa e descrive la sensazione di vuoto e di angoscia che lo prende assistendo ai combattimenti, in particolare proprio nelle settimane dello sbarco in Sicilia e della conseguente ritirata dei militari italiani e tedeschi. Il suo racconto, molto avvincente, rievoca gli avvenimenti della sua vita dall'estate del 1942 alla primavera del 1945.
Dopo un anno di lavoro nel Nord Africa, seguendo le truppe americane e appena licenziato dalla rivista Collier's Weekly, per la quale aveva inviato foto dall'Algeria e dalla Tunisia, Robert Capa si appresta senza indugi a lasciare Tunisi e a farsi lanciare con il paracadute in Sicilia, avendo saputo che gli Anglo-americani si stavano preparando ad invadere l'isola.

### Capa in Sicilia
Nel luglio del 1943, a bordo di un piccolo aereo con pochi soldati, Capa arriva in Sicilia: di notte si lancia col suo paracadute, atterra su un albero, dove rimane sino all'indomani, quando gli altri tre paracadutisti che erano con lui lo trovano e lo aiutano a scendere. Il gruppo si incammina attraverso un bosco e giunge in una fattoria dove viene accolto da «un anziano contadino siciliano in lunga camicia da notte» che subito fraternizza con loro e li ospita per tre giorni, fin quando arrivano i militari della prima divisione americana. Unitisi a loro, Capa e i suoi compagni possono avanzare verso gli importanti obiettivi militari della campagna di Sicilia.
Lungo il percorso Capa scatta numerose foto. Dopo tre settimane dallo sbarco, gli americani si avvicinano al capoluogo dell'isola. Ricorda Capa: «Eravamo alla periferia di Palermo, i tedeschi erano stati isolati e ciò che restava delle forze italiane non aveva intenzione di combattere. La jeep che mi ospitava seguiva i primi carri della seconda divisione corazzata lungo il percorso verso il centro della città. La strada era fiancheggiata da decine di migliaia di siciliani in delirio che agitavano fazzoletti bianchi e bandiere americane fatte in casa con poche stelle e troppe strisce. Avevano tutti un cugino a "Brook-a-leen". Ero stato all'unanimità riconosciuto come siciliano dalla folla in festa. Ogni rappresentante della popolazione maschile voleva stringermi la mano, le donne più anziane darmi un bacio e le più giovani riempivano la jeep di fiori e frutta. Nulla di tutto ciò mi fu di un qualche aiuto per scattare fotografie».
Lo scrittore Andrea Camilleri racconta il suo incontro durante la seconda guerra mondiale con il fotografo, nella famosa Valle dei Templi di Agrigento. Capa era appena sbarcato in Sicilia e, trovandosi nei pressi del tempio della Concordia, decise di fissare bene il suo cavalletto e di fare una serie di foto al celebre monumento, cercando con le sue numerose macchine fotografiche di prendere interamente il soggetto. Durante questo momento incontrò il giovane Camilleri e, come racconta lo stesso scrittore, i due incominciarono a parlare in spagnolo (più comprensibile rispetto all'inglese e simile al dialetto siciliano), si scambiarono su un taccuino i propri nomi e assistettero insieme a una battaglia nei cieli tra un aereo tedesco e uno americano, mentre Capa si mise subito a scattare numerose fotografie, per fissare il momento. Solo più tardi, con il finire della guerra, Camilleri scoprì che quel giovane fotografo era il famosissimo Robert Capa, che con le sue foto dalle zone calde della guerra riuscì a raccontare i segni lasciati durante questi terribili momenti.

### La foto del pastore e del soldato
Giunto a Palermo, Capa, fotoreporter autorizzato, invia le sue foto a Life, convinto che la rivista americana «non avrebbe potuto certamente farne a meno» e, avendo sentito che la I Divisione di Fanteria USA stava combattendo in Sicilia, si avvia alla ricerca di una nuova battaglia da fissare sulla pellicola. Gli americani erano giunti a Troina (all'estrema parte nordorientale del territorio provinciale ennese) e avevano notevoli difficoltà ad espugnare il paese, difeso da soldati italiani e tedeschi che opponevano una strenua resistenza. I combattimenti durarono sette giorni. La ritirata e la resa avvennero solo dopo feroci bombardamenti aerei che distrussero gran parte del centro abitato.
Furono giorni di intenso lavoro per Capa, che realizzò su quelle isolate montagne alcune foto che diventarono tra le più famose della sua carriera. Fra queste, quella scattata il 6 agosto 1943 al termine della battaglia di Troina, che vede il soldato americano accovacciato e il pastore (tale Francesco Coltiletti detto "massaru Ciccu" o "Ciati") che, ricurvo, gli indica la strada per Sperlinga. L'immagine fu scattata a 3 km dal paese sulla SS 120 in contrada Ponte Capostrà (una targa è stata posta sul luogo a ricordo di quel momento).
La foto divenne molto famosa dapprima negli Stati Uniti e poi in tutto il mondo per il suo valore simbolico, ma anche di profondo risentimento per tutto quello che gli accadeva intorno: «Era la prima volta che seguivo un attacco dall'inizio alla fine, ma fu anche l'occasione per scattare ottime foto. Erano immagini molto semplici. Mostravano quanto noiosa e poco spettacolare fosse in verità la guerra. Il piccolo, bel paese di montagna, era completamente in rovina. I tedeschi che lo avevano difeso si erano ritirati durante la notte abbandonando alle loro spalle molti civili italiani, feriti o morti. Ci eravamo distesi per terra nella piccola piazza del paese, di fronte alla chiesa, stanchi e disgustati. Pensavo che non avesse alcun senso questo combattere, morire e fare foto», quando il generale Theodore Roosevelt Jr., sempre presente dove la battaglia era più dura, si avvicinò e puntando il suo bastone verso di me disse: «Capa, al quartier generale di divisione c'è un messaggio per te. Dice che sei stato assunto da Life». Ripartito da Troina per Palermo e poi documentando ancora la guerra sino allo sbarco in Normandia, Robert Capa portò con sé il suo convincimento amaro sulla natura della guerra: «Un inferno che gli uomini si sono fabbricati da soli». Convincimento che gli eventi siciliani avevano confermato e rafforzato.

### In Normandia
Il 6 giugno 1944 partecipa al drammatico sbarco delle truppe americane in Normandia. La maggior parte delle foto scattate durante lo sbarco andò perduta per un errore del tecnico di laboratorio addetto allo sviluppo (Larry Burrows, anch'egli divenuto fotografo di fama mondiale e morto anch'egli in Vietnam negli anni settanta); scamparono alla distruzione solo undici fotogrammi danneggiati, che trasmettono comunque tutta la terribile drammaticità dei momenti del D-Day.

## Il dopoguerra e la morte
Nel 1947 a New York fonda - assieme ad Henri Cartier-Bresson, David "Chim" Seymour, George Rodger, William Vandivert e Rita Vandivert - l'agenzia cooperativa Magnum, diventata una delle più prestigiose agenzie fotografiche.
Nel 1948 è a Tel Aviv per documentare la nascita dello Stato d'Israele: il 14 maggio fotografa la cerimonia di dichiarazione dello Stato, riprende il discorso del primo ministro, la prima sessione di gabinetto d’Israele e la folla lungo le strade. È testimone anche dell'inizio della guerra arabo-israeliana del 1948. Ritorna più volte in Israele fino al 1950. Dal suo lavoro ricava il libro Cronaca su Israele, scritto a quattro mani con lo scrittore Irwin Shaw.
Capa era famoso anche per la sua temerarietà, che lo aveva portato ad andare all'attacco con la prima ondata nello sbarco in Normandia ed a paracadutarsi da un aereo assieme ai militari professionisti per ritrarre da vicino l'attraversamento del Reno. La sua passione e la sua vita, l'amore per la fotografia, lo porta a morire nel 1954 durante la guerra d'Indocina, al seguito di una squadra di truppe francesi, dietro il tenente colonnello Jean Lachapelle, incaricato di evacuare e distruggere due fortini a sud-est di Hanoi. Sulla via del ritorno scattò le ultime immagini prima dell'incidente che gli costò la vita; salì su un terrapieno per fotografare una colonna in avanzamento nella radura e qui posò il piede sulla mina che lo uccise.

## Filmografia
- I 400 milioni documentario di Joris Ivens (1939) - direttore della fotografia
- Tentazione (Temptation) di Irving Pichel (1946) - attore
- Notorious - L'amante perduta (Notorious) di Alfred Hitchcock (1946) - fotografo di scena
- Il tesoro dell'Africa (Beat the Devil) di John Huston (1953) - fotografo di scena
- Robert Capa, l'Homme qui voulait croire à sa légende documentario di Patrick Jeudy (2004)

## Riferimenti
Nel maggio 2012, la band britannica Alt-J pubblica il suo primo album, An Awesome Wave, in cui è contenuto il singolo Taro. Il gruppo inglese in una traccia di quattro minuti racconta i due secondi prima e i due secondi dopo lo scoppio della mina che lo portò alla morte, lontano dai soccorsi, da casa, dai nemici ma più vicino alla sua amata Gerda Taro.
A Troina (Enna), dall'ottobre 2021 è aperto un intero museo dedicato ai suoi scatti durante l'operazione Husky.